# Hermann Naber

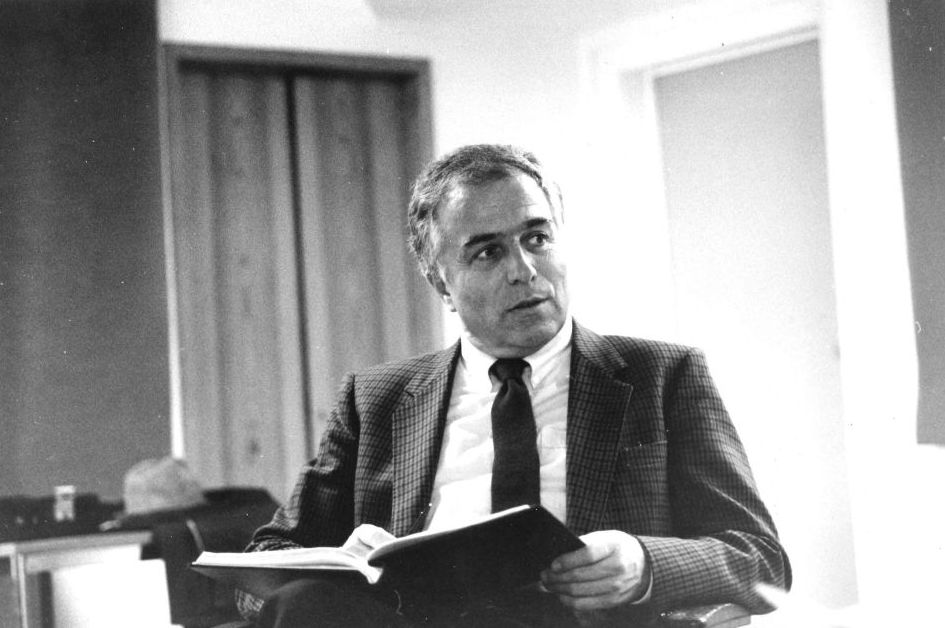
Hermann Naber 1995 in einer Aufnahme des Fotografen Werner Bethsold.

Hermann Naber (* 17. Juni 1933 in Ochtrup; † 25. Januar 2012 in Baden-Baden) war ein deutscher Hörspieldramaturg und -regisseur sowie langjähriger Leiter der Hörspielabteilung des Südwestfunks. Seit 1977 war Hermann Naber Mitglied der  Deutschen Akademie der Darstellenden Künste, seit 1989 Mitglied der Akademie der Künste (Berlin).

## Leben
Hermann Naber studierte Germanistik, Anglistik, Publizistik und Philosophie in Münster und London. Freie Mitarbeit bei verschiedenen Tageszeitungen (Westdeutsche Allgemeine, Frankfurter Rundschau), Zeitschriften ( Filmkritik, Frankfurter Hefte, Neue Deutsche Hefte) und Rundfunkanstalten (WDR, HR).
Zwischen 1962 und 1965 war Naber Dramaturg der Hörspielabteilung des Hessischen Rundfunks. In diese Zeit fällt seine erste Regiearbeit: Die Einsamkeit des Langstreckenläufers von Alan Sillitoe (1964) und die ersten Hörspielbearbeitungen: Der Stellvertreter von Rolf Hochhuth (HR 1963, Regie: Erwin Piscator) und Die Ermittlung von Peter Weiss (1965, Regie: Peter Schulze-Rohr). Letzteres war eine Gemeinschaftsproduktion der ARD, an der sich erstmals alle Hörspielabteilungen beteiligten, ebenso wie der Schweizer Rundfunk DRS.
1965 wechselt Hermann Naber zum Südwestfunk, wo er bis 1998 Leiter der Hörspielabteilung war, aber auch als Regisseur und Dramaturg arbeitet. Zu seinen Autoren zählten u. a. Ferdinand Kriwet, Gabriele Wohmann, Urs Widmer, Christian Geissler, Luc Ferrari, Gert Hoffmann, Barry Bermange, Günter Herburger, Antonio Skármeta, Ror Wolf.
Mit Fünf Mann Menschen von Ernst Jandl und Friederike Mayröcker (Dramaturgie und Regie: Peter Michel Ladiges) wurde 1968 im SWF das richtungsweisende Stück des „Neuen Hörspiels“ produziert. Unter Nabers Leitung entstanden auch große Hörspielserien, u. a. die zweite Staffel von Douglas Adams’ Per Anhalter in All (SWF/BR 1991, Regie: Hartmut Kirste), Jostein Gaarders Sofies Welt (SWF/MDR 1995, Regie: Hartmut Kirste) und Der Herr der Ringe nach J.R.R. Tolkien (SWF/WDR 1992, Regie: Bernd Lau).
Bereits Ende der 60er Jahre hat Naber begonnen, die Kriminalromane von Raymond Chandler als Hörspiele zu bearbeiten und zu inszenieren, bis Ende der 90er Jahre sind mehr als 20 Chandler-Hörspiele entstanden (CD Edition: Gefahr ist ihr Geschäft: Best of Marlow & Co, DAV 2004).
Von 1970 bis 1998 war Naber Sekretär des Karl-Sczuka-Preises für Hörspiel als Radiokunst, zwischen 1986 und 1992 nahm er einen Lehrauftrag am Seminar für Kommunikationspsychologie, Universität Koblenz-Landau wahr. Hermann Naber, der sich auch in seinen Aufsätzen und mehreren Radiosendungen immer wieder mit der Geschichte des Hörspiels und den Pionieren der Radiokunst befasst hat, stand in der Tradition der frühen Hörspiel- und Radiomacher wie Friedrich Bischoff und war der Idee des öffentlich-rechtlichen Rundfunks als einer Institution der Kultur und Kulturvermittlung eng verbunden. Sein Engagement für die Kunstform des Radios ging über seine unmittelbare Tätigkeit als Abteilungsleiter des Südwestfunks hinaus. Zusammen mit Ulrich Gerhardt entwickelte er die  Woche des Hörspiels in der Akademie der Künste in Berlin, die er später in Zusammenarbeit mit Oliver Sturm und Hermann Bohlen fortgesetzte.
Sein Bestreben, Hörspiele auch außerhalb des Rundfunks zugänglich zu machen führte 1986 zur Gründung der Hörspieledition  Cotta’s Hörbühne, deren Herausgeber er bis 1994 war:

„Erstaunlicherweise (für den Verlag) und erfreulicherweise (für mich, denn ich habe diese Entwicklung vorausgesehen), zählen die anspruchsvollen literarischen Hörspiele zu den Spitzenreitern der Edition, sie werden noch mehr als bisher die Konzeption bestimmen – auch das ist ein wertvolles Argument bei der Diskussion um die Zukunft des Hörspiels: sie liegt nicht beim angeblich ‚hörerfreundlichen’ Ramsch, sondern bei den besten und elaboriertesten Produktionen der Hörspielkunst.“

1993 wurde Nabers Inszenierung des Stücks Unser Boot nach Bir Ould Brini von Christian Geissler mit dem Hörspielpreis der Kriegsblinden ausgezeichnet. 2005 war Naber Preisträger des Deutschen Hörbuchpreises in der Kategorie Unterhaltung für das Hörbuch Gefahr ist ihr Geschäft, eine Edition von zehn seiner Hörspieladaptionen nach Raymond Chandler. Aus Verehrung für diesen Schriftsteller sorgte er dafür, dass nahezu alle Romane Chandlers Hörspielfassungen erhielten.
Naber gehörte mit seiner Frau Lore zu den Mitbegründern des Fernsehfilmfestivals Baden-Baden. Die Filmproduzentin Milena Maitz und der Regisseur Johannes Naber sind Kinder des Ehepaars.

## Werk

### Hörspiele (Auswahl)
- 1961 Heute hat Ariadne andere Namen, Regie: Fritz Schröder-Jahn (HR)
- 1966 Hinrichtung eines Toten, Regie: Dieter Munck (HR)
- 1968 Barzahlung bitte, Regie: der Autor (SWF)
- 1973 Die Bumser Drei-Kanal-Krimi für hin- und herschaltende Hörer nach einer Idee von Georg Felsberg zusammen mit Werner Helmes, Hansjürgen Meyer, Regie: der Autor (SWF)

### Hörspielfeatures (Auswahl)
- 1979 10 Jahre Hörspielgeschichte – Karl-Sczuka-Preis 1969-1978 (SWF)
- 1981 Friedrich Bischoff: Pionier der Radiokunst (SWF)
- 1985 Peter Zwetkoff – Musiker und Zeitgenosse zusammen mit Hartmut Kirste, Hans Gerd Krogmann, Horst H. Vollmer, Gert Westphal, Urs Widmer
- 1988 Chandlers Geheimnis – Erfahrungen eines Hörspielmachers mit dem Klassiker des Kriminalromans (DLF)
- 1992 Die geheimen Neigungen des Max Ophüls – Der Filmregisseur als Hörspielautor (SWF)
- 2000 Die Geburt des Hörspiels aus dem Geist der Operette. Karl Sczuka und die Pioniere der Radiokunst (SWF)
- 2005 Ruttmann und Konsorten (DLF)

### Hörspielbearbeitungen (Auswahl)
- 1963 Rolf Hochhuth: Der Stellvertreter, Regie: Erwin Piscator (HR)
- 1965 Peter Weiss: Die Ermittlung – Oratorium in elf Gesängen, Regie: Peter Schulze-Rohr (ARD, DRS)
- 1968 Aimé Césaire: Im Kongo, Regie: Heinz von Cramer (SWF)
- 1978 Raymond Chandler: Gefahr ist mein Geschäft, Regie: Walter Adler (SWF)

### Hörspielbearbeitung und Regie (Auswahl)
- 1980 Ernst Schnabel: Auf der Höhe der Messingstadt (SWF)
- 1982 Alfred Andersch: Der Vater eines Mörders (SWF)
- 1982 Ernst Schnabel: Die hohen Schiffe und Hunger (SWF)
- 1982 Per Wahlöö: Mord im 31. Stock (SFB)
- 1984 Per Wahlöö: Unternehmen Stahlsprung (SFB/SWF)
- 1984 Alfred Andersch: Mein Verschwinden in Providence (SWF)
- 1985 Robert Sheckley: Der Berufstote (SFB)
- 1986 Heinrich Böll: Doktor Murkes gesammeltes Schweigen (SWF/SR)
- 1987 Arthur Schnitzler: Das Tagebuch der Redegonda (SWF)
- 1990 Patricia Highsmith: Operation Balsam (SWF/NDR)
- 1991 Arthur Miller: Eine Art Liebe (SWF)
- 1994 Heinrich Böll: Eine von einhundertzwanzig (SWF)
- 1997 Heinrich Böll: Die verlorene Ehre der Katharina Blum (SWF)
- 1999 Johann Wolfgang von Goethe: Der Mann von fünfzig Jahren (SWF)
- 1999 Jostein Gaarder: Das Weihnachtsgeheimnis (MDR/WDR)
- 2002 Jostein Gaarder: Hallo, ist da jemand (WDR)
- 2007 Peter Høeg: Der Plan von der Abschaffung des Dunkels (SWF)[7]

### Regie (Auswahl)
- 1964 Alan Sillitoe: Die Einsamkeit des Langstreckenläufers (1964)
- 1964 Marie Luise Kaschnitz: Ferngespräche (HR)
- 1967 Gabriele Wohmann: Norwegian Wood (SWF)
- 1967 Peter Hacks: Der Müller von Sanssouci (SWF)
- 1968 Reimar Lenz: Begierig, kundig, eingedenk (SWF)
- 1968 M. Charles Cohen: Duell im Stile der Zeit (SWF)
- 1968 Christian Geissler: Verständigungsschwierigkeiten (SWF)
- 1969 Gabriele Wohmann: Der Fall Rufus (WDR)
- 1971 Alf Poss: Auto, Auto (BR/WDR/DW)
- 1973 Carl Weissner: Deadline USA (hr/WDR)
- 1973 Michael Springer: Homo homini leo (SWF)
- 1974 Dashiell Hammett: Tod in der Pine Street (SWF)
- 1975 Isaac Bashevis Singer: Die Cafeteria (SWF)
- 1977 Lars Gustafsson: Wollsachen (SWF/NDR), Hörspiel des Monats
- 1978 Walter E. Richartz: Krankfeiern (BR), Hörspiel des Monats
- 1979 Walter Benjamin / Ernst Schoen: Das kalte Herz (SWF)
- 1981 Heiner Müller: Quartett (SWF)[8]
- 1981 Diana Kempff: Conjunctio (BR)
- 1983 Günter Herburger: Der Garten (SWF)
- 1983 Elisabeth Plessen: Anatol und Bruno (SWF/SFB)
- 1986 Günter Herburger: Im Zeitsee (SWF/NDR/SFB)
- 1992 Patricia Görg: Die Atlantonauten (SWF) Hörspiel des Monats
- 1992 John le Carré: Die Libelle (SWF/hr)
- 1993 Christian Geissler: Unser Boot nach Bir Ould Brini (SWF) Hörspiel des Monats
- 1994 Ad de Bont: Mirad – ein Junge aus Bosnien (SWF/WDR)
- 1994 Ernst Gethmann: Das Versprechen (SWF/WDR)
- 1994 Günter Herburger: Das Glück (SWF)
- 1995 Benno Meyer-Wehlack: Das fliehende Kind (SWF)
- 1995 Peter Høeg: Fräulein Smillas Gespür für Schnee (SWF/NDR)[9]
- 1996 Suzanne van Lohuizen: Dossier Ronald Akkerman (SWF)
- 1996 Jürgen Becker: Frauen mit dem Rücken zum Betrachter (SWF/WDR)
- 1996 Joyce Carol Oates: Ontologischer Beweis meines Daseins (SWF)
- 1996 Ernst Gethmann: Nur dem Namen nach bekannt (SWF)
- 1996 Bodo Kirchhoff: Der Ansager einer Stripteasenummer gibt nicht auf (SWF)
- 1997 Peter Høeg: Die Frau und der Affe (SWF/NDR)
- 1997 Ror Wolf: Die Durchquerung der Tiefe (SWF/DLF/hr)
- 1998 Amos Oz: Panter im Keller (SWF)
- 1999 Ernst Gethmann: Medienstiftung Böninghausen (SWF)

### Die Raymond Chandler Reihe
- 1969 Ärger mit Perlen (SWF)
- 1969 Ich werde warten (SWF)
- 1970 Stichwort Goldfisch (SWF)
- 1970 Heißer Wind (SWF/WDR)
- 1971 Heim zu Beulah (WDR)
- 1972 Zielscheibe (WDR)
- 1972 Mord in der Salbeischlucht (WDR/BR)
- 1973 Der Bleistift (WDR)
- 1978 Gefahr ist mein Geschäft (SWF)
- 1980 Keine Verbrechen in den Bergen (SWF/HR)
- 1983 Die Tote im See (SWF)
- 1984 Ein Schriftstellerpaar (DLF/WDR)
- 1986 Bay City Blues (SWF)
- 1986 Mord im Regen (SWF/HR)
- 1988 Der Mann, der Hunde liebte (SWF/NDR)
- 1990 Nevada Gas (SWF)
- 1991 Gesteuertes Spiel (SWF)
- 1992 Spanisches Blut (SWF)
- 1993 Der König in Gelb (SWF)
- 1996 Zu raffinierter Mord (SWF)
- 1998 Straßenbekanntschaft (SWF)

### Drehbücher
- 1964 Denkmal für einen Feind, nach dem Roman von George Barr, (Drehbuchprämie des Innenministers)
- 1985 Säntis, nach einem Hörspiel von Martin Walser, Regie: Rainer Boldt (ZDF)
- 1991 Die Verteidigung von Friedrichshafen, Lindauer Pietà, Hilfe kommt aus Bregenz, Zorn einer Göttin, Das Gespenst von Gattnau nach Hörspielen und Geschichten von Martin Walser, Regie: Hajo Gies (ZDF)

### Publikationen
- 1980 Der Autor als Produzent, in: Spuren des Neuen Hörspiels, Hrsg. Klaus Schöning, Suhrkamp Verlag, Frankfurt am Main 1982
- 1980 Spiel und Erfahrung, in: Unterhaltung im Rundfunk, Volker-Spiess-Verlag 1980
- 1989 Mit den Augen hören, mit den Ohren sehen, in: Max Ophüls, Reihe Film, Hanser Verlag, München 1989
- 1996 Musik als Hörspiel – Hörspiel als Musik, in: Spiegel der Neuen Musik – Donaueschingen, Bärenreiter-Verlag, Kassel 1996
- 2000 Die Geburt des Hörspiels aus dem Geiste der Operette, in: Akustische Spielformen, Nomos Verlag, Baden-Baden 2000
- 2001 facts & fiction – Kleine Reise in die Vergangenheit, in: Hörwelten – 50 Jahre Hörspielpreis der Kriegsblinden, Aufbau Verlag, Berlin 2001
- 2006 Ruttmann & Konsorten – Über die frühen Beziehungen zwischen Hörspiel und Film, in: Rundfunk und Geschichte, 32. Jahrgang, Nr. 3-4/2006

### Auszeichnungen
- 1993 Hörspielpreis der Kriegsblinden und Hörspiel des Jahres 1993 für Christian Geissler: Unser Boot nach Bir Ould Brini (Regie)
- 1993 Goldenes Kabel/Hörfunkpreis in Silber 1993 für Der Herr der Ringe nach J.R.R. Tolkien, Hörspielserie in 30 Folgen (Produktion)
- 2004 Hörspielkino unterm Sternenhimmel, Publikumspreis für Doktor Murkes gesammeltes Schweigen nach Heinrich Böll (Hörspielbearbeitung und Regie)
- 2005 Deutscher Hörbuchpreis für die CD-Edition Gefahr ist ihr Geschäft nach Raymond Chandler (Hörspielbearbeitung und Regie)